# Milcom

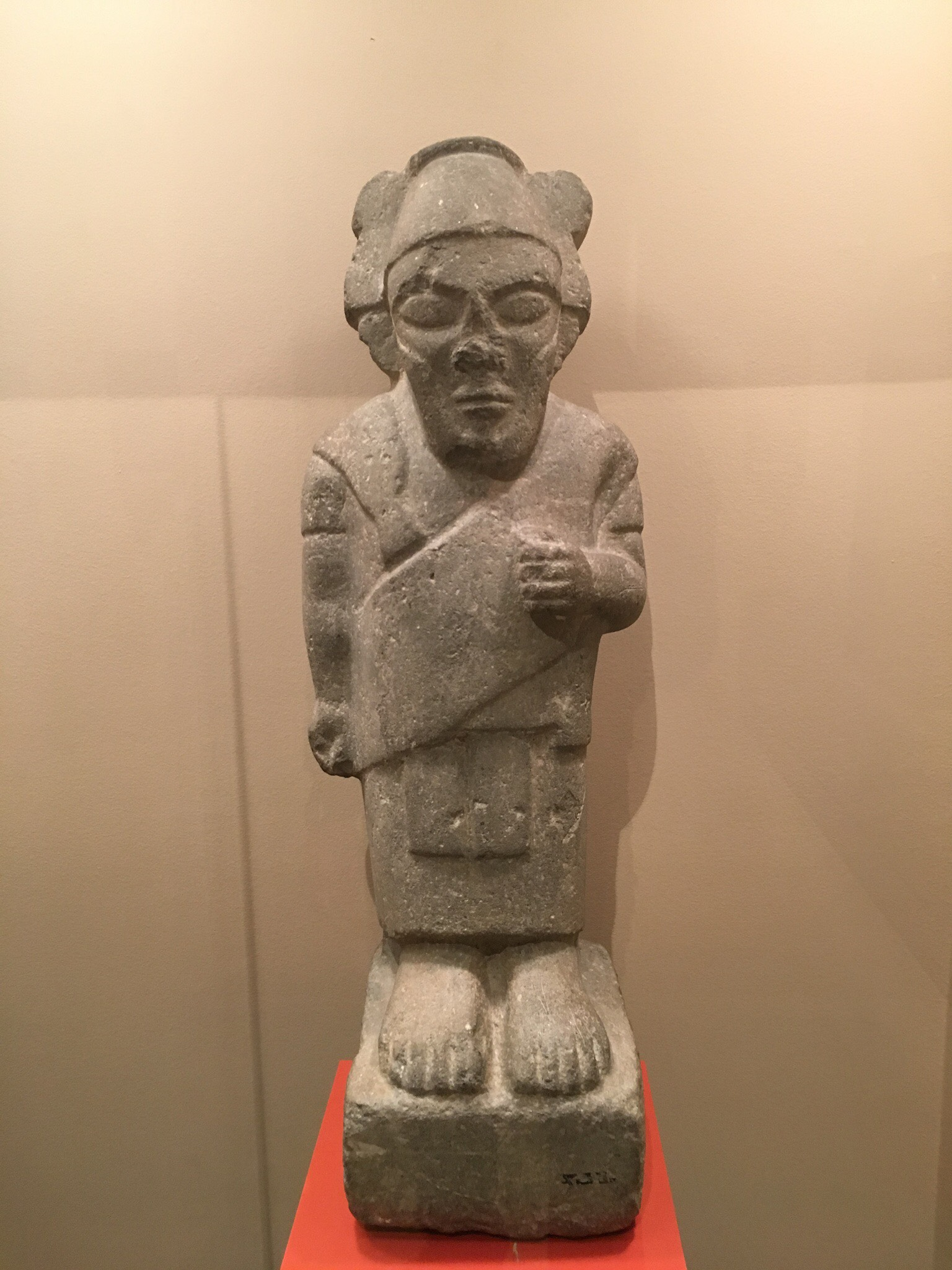
Estatua potencialmente representando a Milcom o un gobernante amonita deificado como Milcom, siglo VIII a. C.

Milcom o Milkom (Amonita: 𐤌𐤋𐤊𐤌 *Mīlkām; hebreo: מִלְכֹּם Mīlkōm o מִלְכֹּם‎ Mălkām) era el nombre del dios nacional, o quizás un dios popular, de los amonitas. Está atestiguado en la Biblia hebrea y en descubrimientos arqueológicos del antiguo territorio de Amón. Sus conexiones con otras deidades con nombres similares atestiguadas en la Biblia y arqueológicamente son debatidas, así como su relación con la deidad cananea suprema El, o la putativa deidad Moloch.

## Atestaciones
Milcom está atestiguado varias veces en la Biblia hebrea, aunque estas atestaciones dicen poco sobre dicha deidad. En el Texto Masorético, el nombre Milcom ocurre tres veces, en cada caso en una lista de deidades extranjeras cuya adoración es ofensiva a Yahweh, el Dios del israelitas. Es mencionado en 1 Reyes 11:5 como "Milcom la detestación de los amonitas", en 1 Reyes 11:33 como "Milcom el dios de los hijos de Amón", y en 2 Reyes 23:13 como "Milcom la abominación de los hijos de Amón". El nombre ocurre varias veces adicionalmente en la Septuaginta: 2 Samuel 12:30, 1 Crónicas 20:2, Amós 1:15, Jeremías 40 (=30):1.3, Sofonías 1:5, y 1 Reyes 11:7. El Texto masorético lee malkam, significando "nuestro rey" en la mayoría de estos casos. Es probable que el texto hebreo originalmente haya leído Milcom en al menos algunos de estos casos.
La Biblia atestigua a Milcom jugando la función de deidad oficial amonita en paralelo al rol de Yahweh con Israel. Dado que la Biblia refiere a Milcom habiendo sido adorado por sanción real en Jerusalén, es posible que haya sido también adorado como una deidad nativa más que extranjera en Israel.
Fuera de la biblia, el nombre Milcom está atestiguado por la arqueología, como en varios sellos amonitas, donde es a menudo conectado con imaginería de toros. Estos sellos indican que Milcom era visto como benévolo, exaltado, fuerte, y teniendo asociaciones con las estrellas. La Inscripción de la ciudadela de Amán (c. siglo IX u VIII a. C.), tal como ha sido reconstruida, contiene un oráculo de Milcom, mientras que el nombre también es mencionado en el óstracon de Tell el-Mazar. Dos nombres amonitas están atestiguados conteniendo el nombre Milcom como un elemento. Aun así, en nombres teofóricos amonitas, El, el dios jefe del panteón cananeo, aparece más frecuentemente que Milcom. Sobre esta base, Walter Aufrecht propone que Milcom no fue el dios estatal de los amonitas y que en realidad puede haber sido en su lugar una divinidad tutelar de la casa real amonita.
Estatuas de piedras descubiertas alrededor de Amón pueden representar a Milcom. Muchas de estas figuras muestran características del dios egipcio antiguo Osiris, concretamente la corona atef, sugiriendo que algunos aspectos de Osiris pueden haber sido adoptados en el culto de Milcom. También se ha sugerido que una imagen de un escarabajo con cuatro alas pueda retratar a Milcom, aunque esto no es del todo seguro.

## Relación con otras deidades levantinas
El nombre parece derivar de la raíz mlk que significa "gobernar". Con base en la iconografía similar y la mayor atestación de los nombres que contienen el teofórico El que Milcom, se ha sugerido que Milcom puede haber sido un epíteto de El utilizado en Amón, o que Milcom era otro dios que gradualmente devino asociado con El en la misma manera que Yahweh devino asociado con El en Israel. El erudito Collin Cornell ha criticado los intentos de sostener que Milcom era la misma deidad que El o que ambos devinieron sincretizados como carentes de ninguna evidencia; él argumenta que las similitudes entre El y Milcom solo muestran que El y Milcom "eran dioses levantinos de la E[dad] del H[ierro] característicos de su región y era."
Está también atestiguada la existencia de dioses con nombres similares. Un dios llamado mlkm es mencionado en una lista de dioses de Ugarit, uno llamado Malkum está también atestiguado en tablillas de Drehem, y un dios llamado Malik está atestiguado en Nínive, así como nombres teofóricos en las tablillas de Mari y en las tablillas de Ebla. El nombre es también similar al del potencial dios Moloch mencionado en la Biblia, y Moloch es referido en una ocasión como el dios de los amonitas en el Texto masorético (1 Reyes 11:6-7). Las relaciones entre ambas deidades son inciertas; la descripción de Moloch como dios de los amonitas puede haber sido una confusión de los escribas. Como evidencia adicional en contra de la identificación de Milcom con Moloch, E. Puech nota que ambos son retratados como teniendo diferentes sitios de adoración en Jerusalén en la Biblia.